# Rutan VariViggen
Pour les avions de nom similaire, voir Rutan.
Le Rutan VariViggen est un avion léger biplace américain de configuration « canard » dessiné pour la construction amateur.
Après de nombreux modèles réduits, le VariViggen est le premier avion « échelle 1 » dessiné et construit par Burt Rutan, qui en faisait les premiers essais aérodynamiques sur les modèles réduits attachés sur le toit d'une voiture sur des routes peu fréquentées. 
Dans les années 1980, un fabricant d'aéronef emblématique de la région toulousaine, Léo Chagnés, se voit proposer par le motoriste français Microturbo la fabrication et la mise au point d'un VariViggen équipé de deux réacteurs TRS 18 : le Microstar. Le modèle vole pour la première fois le 9 février 1972. Il est le seul VariViggen au monde équipé de réacteurs. Aujourd'hui, l'avion ne vole plus et a été confié à l'association Ailes Anciennes Toulouse qui l'expose au sein du musée Aeroscopia à Blagnac.

## Caractéristiques
Le VariViggen est un appareil biplace en tandem, doté d'un plan canard et d'un train d'atterrissage rétractable.  